# Kanton Vonnas
Kanton Vonnas (fr. Canton de Vonnas) je francouzský kanton v departementu Ain v regionu Rhône-Alpes. Skládá se z 19 obcí. Kanton vznikl v roce 2015.

## Obce kantonu
- Bey
- Biziat
- Chanoz-Châtenay
- Chaveyriat
- Cormoranche-sur-Saône
- Crottet
- Cruzilles-lès-Mépillat
- Grièges
- Laiz
- Mézériat
- Perrex
- Pont-de-Veyle
- Saint-André-d'Huiriat
- Saint-Cyr-sur-Menthon
- Saint-Genis-sur-Menthon
- Saint-Jean-sur-Veyle
- Saint-Julien-sur-Veyle
- Saint-Laurent-sur-Saône
- Vonnas